# Lars Mlekusch
Lars Mlekusch (* im 20. Jahrhundert) ist ein Schweizer Dirigent, Saxophonist, Hochschulprofessor und Kulturmanager.

## Leben
Lars Mlekusch dirigiert in einigen der renommiertesten Konzertsälen weltweit, darunter der Musikverein Wien, das Wiener Konzerthaus, die Elbphilharmonie Hamburg, das Concertgebouw und Muziekgebouw Amsterdam, die Casa da Música Porto, das Teatro Nacional de Cuba, die National Concert Hall Taipei. Er tritt regelmässig bei namhaften Festivals wie dem Huddersfield Contemporary Music Festival, Klangspuren, dem Festival Wien Modern, dem impuls.festival Graz und Aspekte Salzburg.
Er leitet eine Vielzahl führender Ensembles und Orchester wie das Slowakische Radio-Symphonieorchester, das Collegium Novum Zürich, das Klangforum Wien, Phace, das Stuttgarter Kammerorchester, die Neuen Vocalsolisten Stuttgart, das Österreichische Ensemble für Neue Musik Salzburg, das Georgische Kammerorchester Ingolstadt, das Orquesta Sinfonica Nacional de Cuba, das Ensemble Schallfeld Graz, das Cantus Ensemble Zagreb, Le Nouvel Ensemble Contemporain. Zudem arbeitet er eng mit herausragenden Solisten wie Kai Wessel, Anton Kernjak, Tobias Willi, Ernesto Molinari, Andreas Janke, Sabine Poyé-Morel, Thomas Grossenbacher oder Yury Revich zusammen. 
In seiner künstlerischen Arbeit kollaboriert Lars Mlekusch mit Komponistinnen und Komponisten wie Georges Aperghis, Aureliano Cattaneo, José María Sánchez-Verdú, Johannes Maria Staud, Bernhard Gander, Bernhard Lang, Germán Toro Pérez, Francesco Filidei, Sarah Nemtsov, Alberto Posadas, Chaya Czernowin, Helmut Lachenmann, Agata Zubel, Simon Steen-Andersen, Klaus Lang, Wolfgang Mitterer und Xu Yi. Dabei hat er zahlreiche Uraufführungen geleitet. Seine Aufnahmen sind auf Labels wie KAIROS, PHACE, Gramola und Col Legno sowie auf vielen Radiosendern erschienen.
Als künstlerischer Leiter mehrerer Festivals in Wien und Zürich hat er erfolgreich mit Institutionen wie dem Wiener Konzerthaus, dem Radiokulturhaus Wien, der Galerie Belvedere, dem ORF oder der Kunsthalle Zürich kooperiert. 
Der Austausch mit der jüngeren Generation ist ihm ein besonderes Anliegen. Seit 20 Jahren lehrt er als Professor an Musikuniversitäten, aktuell an der Zürcher Hochschule der Künste, davor an der Musik und Kunst Privatuniversität Wien und an der Hochschule für Musik Basel. 2016 beendete er seine internationale Konzertkarriere als Saxophonist aufgrund einer langjährigen Erkrankung mit fokaler Dystonie. Heute findet er große Erfüllung in der Zusammenarbeit als Dirigent mit herausragenden Musikern und Komponisten, insbesondere im Bereich der zeitgenössischen Musik.
Lars Mlekusch studierte Saxophon bei Marcus Weiss (Hochschule für Musik Basel), Frederick L. Hemke (Northwestern University Chicago), Arno Bornkamp (Amsterdam), Claude Delangle (Paris) sowie Dirigieren bei Arturo Tamayo (Lugano). Weitere wichtige Impulse erhielt er von Emilio Pomàrico.